# Andreas Hök
Andreas Hök, född 1566 i Kuddby socken, död 1620 i Kuddby socken, var en svensk präst i Kuddby församling och kontraktsprost i Vikbolands kontrakt.

## Biografi
Andreas Hök föddes 1566 i Kuddby socken. Han var son till kyrkoherden Jonas Magni. Hök prästvigdes 1590 till adjunkt i Kuddby församling. Han blev 1591 kyrkoherde i församling, 1613 prost och samma år kontraktsprost i Vikbolands kontrakt. Hök avled 1620 i Kuddby socken. Han skrev 1593 under Uppsala mötes beslut.

### Familj
Hök gifte sig med en syster till kyrkoherden Laurentius Laurinus i Häradshammars socken.